# 揚雄墓
揚雄墓位於四川省成都市郫都区友爱街道西北子云村，文物遺址年代判定為西漢。2007年6月1日公佈為四川省第七批文物保護單位。